# Hrabstwo Sac

Piramida wieku hrabstwa

Hrabstwo Sac – hrabstwo położone w USA w stanie Iowa z siedzibą w mieście Sac City. Założone w 1851 roku.

## Miasta
| - Auburn - Lake View - Lytton - Nemaha | - Odebolt - Sac City - Schaller - Wall Lake | - Early |

## Drogi główne
| - Autostrada USA 20 - US Highway 71 - Autostrada Iowa 39 - Autostrada Iowa 110 - Autostrada Iowa 175 - Autostrada Iowa 196 |

## Sąsiednie hrabstwa
- Hrabstwo Buena Vista
- Hrabstwo Calhoun
- Hrabstwo Carroll
- Hrabstwo Crawford
- Hrabstwo Ida